# Сам (Атлантические Пиренеи)
Сам (фр. Sames) — коммуна во Франции, находится в регионе Аквитания. Департамент — Атлантические Пиренеи. Входит в состав кантона Нив-Адур. Округ коммуны — Байонна.
Код INSEE коммуны — 64502.

## География
Коммуна расположена приблизительно в 660 км к юго-западу от Парижа, в 155 км южнее Бордо, в 70 км к западу от По.
По территории коммуны протекают реки Адур, Бидуз и Гав-реюнис.

## Климат
Климат тёплый океанический. Зима мягкая, средняя температура января — от +5°С до +13°С, температуры ниже −10 °C бывают редко. Снег выпадает около 15 дней в году с ноября по апрель. Максимальная температура летом порядка 20-30 °C, выше 35 °C бывает очень редко. Количество осадков высокое, порядка 1100 мм в год. Характерна безветренная погода, сильные ветры очень редки.

## Население
Население коммуны на 2010 год составляло 628 человек.
| 1962 | 1968 | 1975 | 1982 | 1990 | 1999 | 2010 |
| ---- | ---- | ---- | ---- | ---- | ---- | ---- |
| 460  | 443  | 422  | 424  | 378  | 387  | 628  |

## Администрация
| Период | Период | Фамилия       | Партия | Примечания |
| ------ | ------ | ------------- | ------ | ---------- |
| 1995   | 2014   | Андре Лассаль |        |            |
| 2014   | 2020   | Ив Пон        |        |            |

## Экономика
В 2010 году среди 391 человека трудоспособного возраста (15-64 лет) 296 были экономически активными, 95 — неактивными (показатель активности — 75,7 %, в 1999 году было 68,4 %). Из 296 активных жителей работали 266 человек (143 мужчины и 123 женщины), безработных было 30 (13 мужчин и 17 женщин). Среди 95 неактивных 17 человек были учениками или студентами, 49 — пенсионерами, 29 были неактивными по другим причинам.

## Фотогалерея

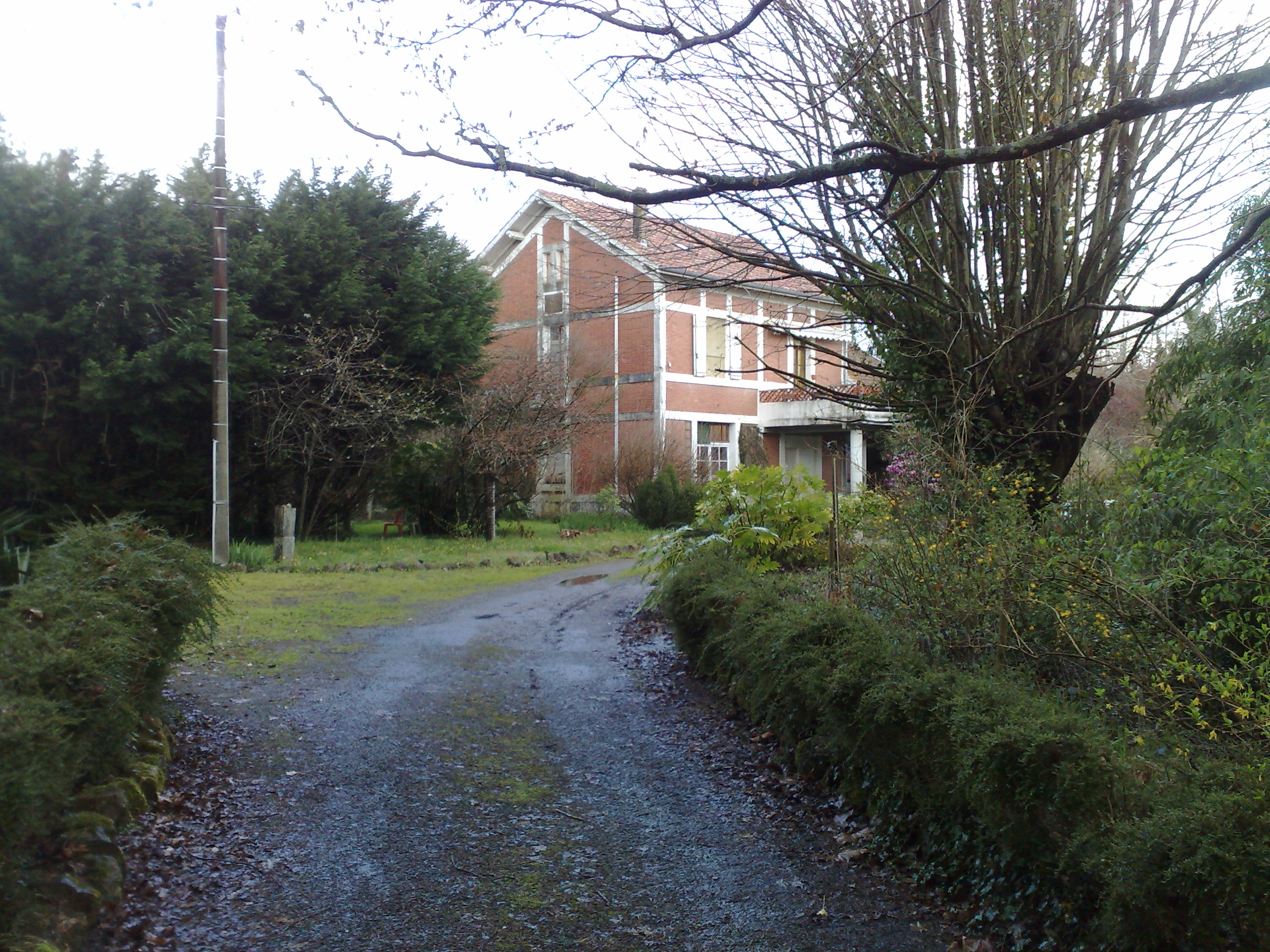
Вокзал
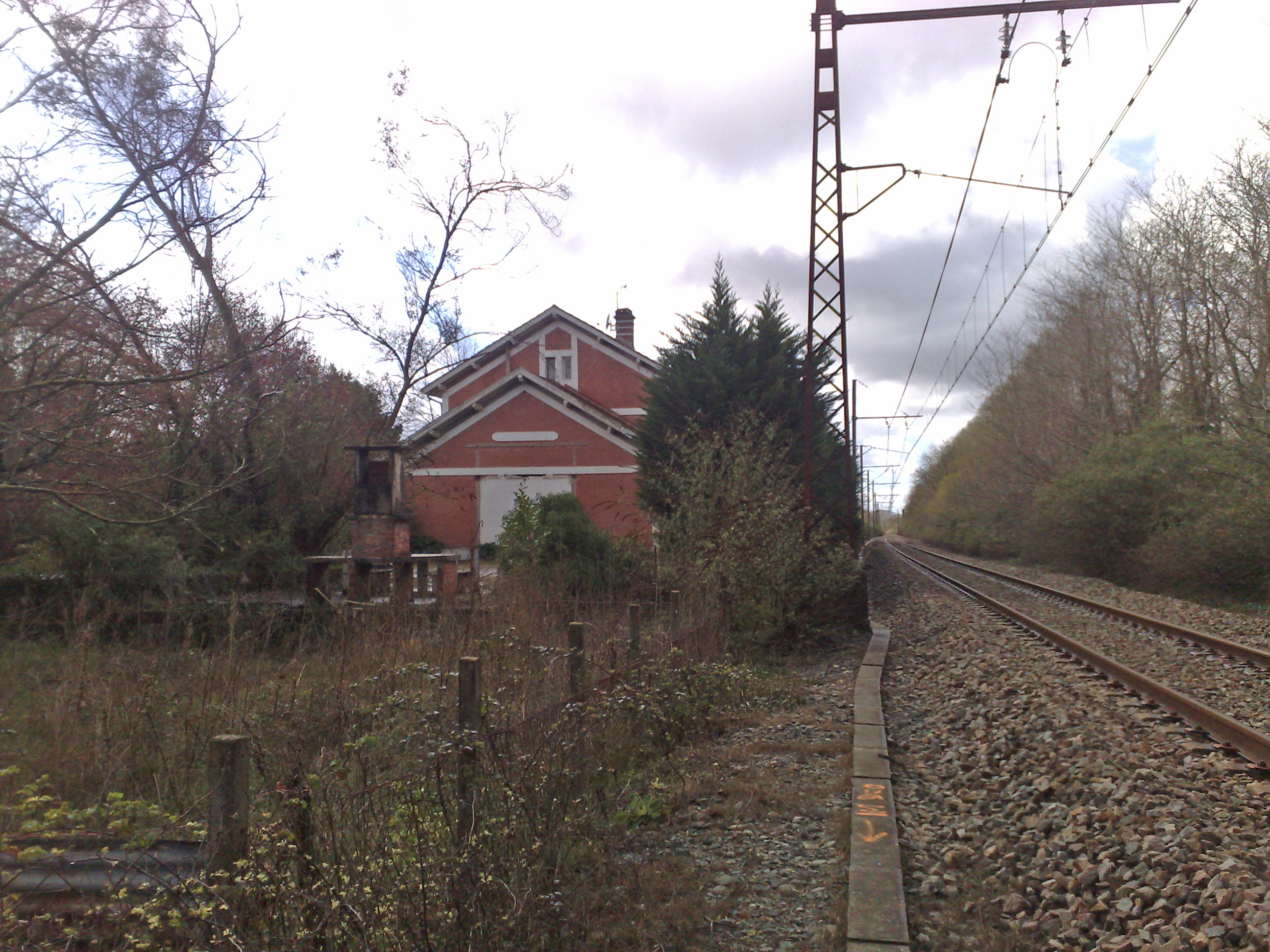
Вокзал
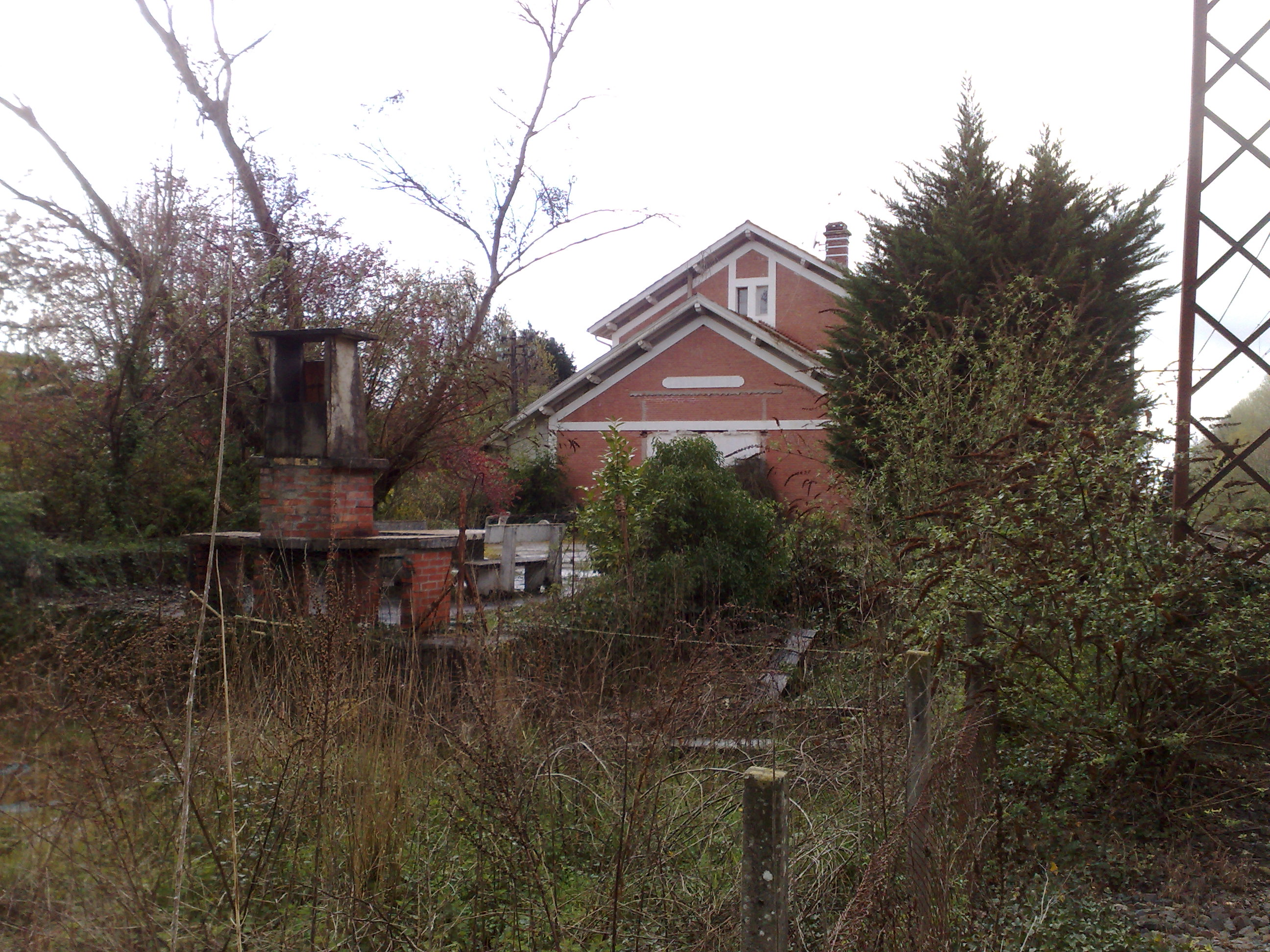
Вокзал
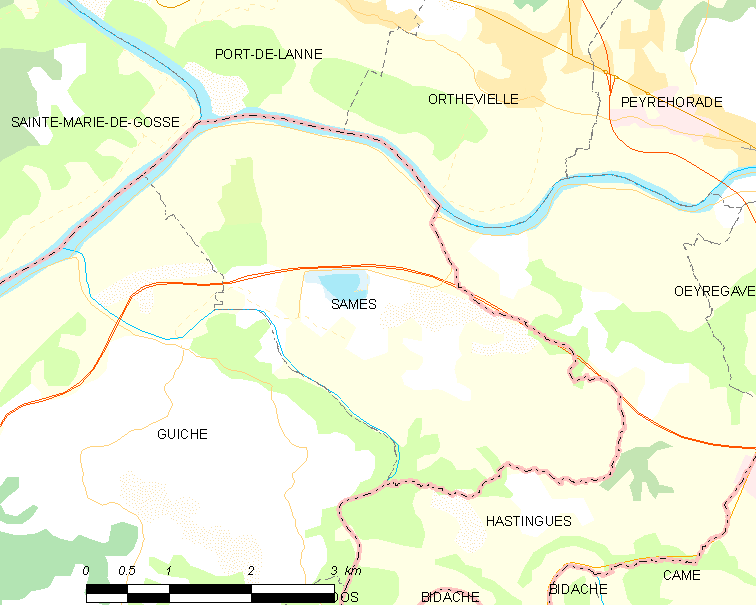
Карта коммуны